# Шне, Нормундс
Нормундс Шне (латыш. Normunds Šnē; род. 10 ноября 1960, Елгава) — латвийский дирижёр и гобоист.
Сын Романа Шне (род. 1931), многолетнего преподавателя скрипки в Музыкальной школе имени Эмиля Дарзиня.
Учился как гобоист в Риге у Вилниса Пелненса и в Берне у Хайнца Холлигера, в Санкт-Петербурге в классе камерного ансамбля Тамары Фидлер. Изучал дирижирование под руководством Имантса Ресниса, в дальнейшем совершенствовался как дирижёр у Юрия Симонова и Йормы Панулы.
В 1978—1997 гг. играл на гобое в Латвийском национальном симфоническом оркестре, в 1996—1998 гг. работал с оркестром как дирижёр. Как гобоист сотрудничал с различными коллективами, в частности, принял участие в записи альбома рок-группы «Зодиак» In memoriam (1989).
В 1987—2006 гг. возглавлял основанный совместно с пианистом Яном Малецким ансамбль «Рижские камерные музыканты» (латыш. Rīgas kamermūziķi) — первый латвийский коллектив, работавший с музыкой барокко и классицизма на принципах исторически информированного исполнительства; ансамбль дважды получил Большую музыкальную награду (за концертные программы 1994 и 1998 гг.).
В 2006 г. основал камерный оркестр Sinfonietta Rīga, которым руководит до настоящего времени. «Именно революционный дух Нормундса Шне, страстный и энергичный, все эти годы поддерживает коллектив», — признаётся флейтистка оркестра Илона Мейя.
Несколько лет преподавал в Латвийской музыкальной академии имени Язепа Витола гобой и звукорежиссуру, однако в последние годы отказался и от преподавательской работы, и от инструментального исполнительства, полностью сосредоточившись на дирижировании.
Лауреат Большой музыкальной награды 1996 года (как дирижёр Латвийского национального симфонического оркестра) и 2004 года (за исполнение музыки Стива Райха и Витольда Лютославского с «Рижскими камерными музыкантами» и Рижским фестивальным оркестром). Офицер Ордена Трёх звёзд (2008).
В 2009 году награждён Почётной грамотой Кабинета Министров Латвии.
Лауреат Премии Балтийской ассамблеи в области искусства (2019).
Жена — виолончелистка Гуна Шне.